# 住民票
住民票（じゅうみんひょう）とは、日本において市町村と特別区（以下「市区町村」という。）が住民基本台帳法に基づき作成し住民に関する記録を行う公簿の名称である。同法に規定される住民基本台帳を構成するものであり、市区町村によって個人単位もしくは世帯単位で作成され、個人単位で作成されたものは世帯ごとにまとめられる。
市区町村長は、常に住民基本台帳（住民票）の正確な記録が行われるよう努めること、そして、その事務執行の管理が適正に行われるよう必要な措置を講じること等が責務とされている。また、住民は、常に住所や世帯の変更等の届出を正確に行うことが責務とされ、虚偽の届出等、住民票の正確な記録を阻害するような行為をしてはならないとされている。住所や世帯等の変更の届出は、変更があった日から14日以内（転出届は異動する前まで）に行うこととされている。
住民票は、住民の居住関係の公証（住民票の写しや住民票記載事項証明書の交付等）のほか、選挙人名簿への登録、国民健康保険・後期高齢者医療・介護保険・国民年金の被保険者の資格の確認、児童手当の受給資格の確認、学齢簿の作成、生活保護及び予防接種に関する事務、印鑑登録に関する事務、住民基本台帳に基づく人口、人口動態及び世帯数調査などの国及び地方公共団体の行政事務に利用されている。
住所、氏名、出生の年月日、男女の別、本籍などの住民票の記載事項を表記して市区町村が発行する証明書を住民票の写しといい、この住民票の写しを単に「住民票」と呼ぶ場合もある。住民票の写しは、住民票に記載されている本人、世帯主または世帯員や後述する要件を満たす者が住民の居住関係の証明などのために交付請求することが可能である。
また、住民票の記載内容のうち請求者の指定した事項のみを表記して市区町村が発行する書類を住民票記載事項証明書といい、交付請求できる資格要件は住民票の写しと同じである。

## 住民票の制度（住民登録制度）の変遷
日本における明治以降の住民登録制度の変遷を示した場合、概ね次の表のとおりになる。
| 公布年 | 施行年 | 日本人                                     | 日本人                                                                              | 日本人                                     | 外国人                                                                              | 外国人                                            | 備考 |
| 制定・施行された法令名等 | 制定・施行された法令名等 | 身分登録制度                               | 住民登録制度                                                                        | 身分登録と住民登録の連携制度               | 住民登録制度                                                                        | 在留関連制度 （外国人登録制度）                   | 備考 |
| --- | --- | ------------------------------------------ | ----------------------------------------------------------------------------------- | ------------------------------------------ | ----------------------------------------------------------------------------------- | ------------------------------------------------- | ---- |
| 1871年 （明治4年） | 1872年 （明治5年） | 戸籍簿 （壬申戸籍）                        | 戸籍簿 （本籍地を住所とする場合）                                                   | 寄留簿 （本籍地以外を住所等とする場合）    |                                                                                     |                                                   |      |
| 戸籍法（明治4年4月4日太政官布告第170号） | 戸籍法（明治4年4月4日太政官布告第170号） | 戸籍簿 （壬申戸籍）                        | 寄留簿 （本籍地以外を住所等とする場合）                                             | 寄留簿 （本籍地以外を住所等とする場合）    |                                                                                     |                                                   |      |
| 1874年 （明治7年） | 1874年 （明治7年） | 戸籍簿 （壬申戸籍）                        | 戸籍簿 （本籍地を住所とする場合）                                                   | 寄留簿 （本籍地以外を住所等とする場合）    |                                                                                     | 在留清国人民籍牌 （神奈川県、兵庫県、長崎県等）   |      |
| 在留清国人民籍牌規則（明治7年太政官達書） （在留清国人民籍牌規則（明治7年太政官達書）1877年（明治10年）12月以降制度消滅） | 在留清国人民籍牌規則（明治7年太政官達書） （在留清国人民籍牌規則（明治7年太政官達書）1877年（明治10年）12月以降制度消滅）                                                                                      | 戸籍簿 （壬申戸籍）                        | 寄留簿 （本籍地以外を住所等とする場合）                                             | 寄留簿 （本籍地以外を住所等とする場合）    |                                                                                     | 在留清国人民籍牌 （神奈川県、兵庫県、長崎県等）   |      |
| 1886年 （明治19年） | 1886年 （明治19年） | 戸籍簿                                     | 戸籍簿 （本籍地を住所とする場合）                                                   | 出寄留簿 （本籍地以外を住所等とする場合）  | 入寄留簿                                                                            |                                                   |      |
| 戸籍法取扱手続（明治19年10月16日内務省令第22号）、 戸籍登記書式等（明治19年10月16日内務省訓令第20号） | 戸籍法取扱手続（明治19年10月16日内務省令第22号）、 戸籍登記書式等（明治19年10月16日内務省訓令第20号） | 戸籍簿                                     | 入寄留簿 （本籍地以外を住所等とする場合）                                           | 出寄留簿 （本籍地以外を住所等とする場合）  | 入寄留簿                                                                            |                                                   |      |
| 1894年 （明治27年） | 1894年 （明治27年） | 戸籍簿                                     | 戸籍簿 （本籍地を住所とする場合）                                                   | 出寄留簿 （本籍地以外を住所等とする場合）  | 入寄留簿                                                                            | 清国臣民登録証書 （府県）                         |      |
| 帝国内居住ノ清国臣民ニ関スル件（明治27年8月4日勅令第137号） | 帝国内居住ノ清国臣民ニ関スル件（明治27年8月4日勅令第137号） | 戸籍簿                                     | 入寄留簿 （本籍地以外を住所等とする場合）                                           | 出寄留簿 （本籍地以外を住所等とする場合）  | 入寄留簿                                                                            | 清国臣民登録証書 （府県）                         |      |
| 1898年 （明治31年） | 1898年 （明治31年） | 戸籍簿 身分登記簿                          | 戸籍簿 （本籍地を住所とする場合）                                                   | 出寄留簿 （本籍地以外を住所等とする場合）  | 入寄留簿                                                                            | 清国臣民登録証書 （府県）                         |      |
| 民法（第四編第五編）（明治31年6月15日法律第9号）、 戸籍法（明治31年6月21日法律第12号）、戸籍法取扱手続（明治31年7月13日司法省訓令第5号） （戸籍法（明治4年4月4日太政官布告第170号）廃止）                                                                             | 民法（第四編第五編）（明治31年6月15日法律第9号）、 戸籍法（明治31年6月21日法律第12号）、戸籍法取扱手続（明治31年7月13日司法省訓令第5号） （戸籍法（明治4年4月4日太政官布告第170号）廃止）                      | 戸籍簿 身分登記簿                          | 入寄留簿 （本籍地以外を住所等とする場合）                                           | 出寄留簿 （本籍地以外を住所等とする場合）  | 入寄留簿                                                                            | 清国臣民登録証書 （府県）                         |      |
| 1899年 （明治32年） | 1899年 （明治32年） | 戸籍簿 身分登記簿                          | 戸籍簿 （本籍地を住所とする場合）                                                   | 出寄留簿 （本籍地以外を住所等とする場合）  | 入寄留簿                                                                            | 第七条登録簿 （警察署）                           |      |
| 宿泊届其ノ他ノ件（明治32年7月8日内務省令第32号） （帝国内居住ノ清国臣民ニ関スル件（明治27年8月4日勅令第137号）廃止） | 宿泊届其ノ他ノ件（明治32年7月8日内務省令第32号） （帝国内居住ノ清国臣民ニ関スル件（明治27年8月4日勅令第137号）廃止）                                                                                           | 戸籍簿 身分登記簿                          | 入寄留簿 （本籍地以外を住所等とする場合）                                           | 出寄留簿 （本籍地以外を住所等とする場合）  | 入寄留簿                                                                            | 第七条登録簿 （警察署）                           |      |
| 1914年 （大正3年） | 1915年 （大正4年） | 戸籍簿                                     | 戸籍簿 （本籍地を住所とする場合）                                                   | 出寄留簿 （本籍地以外を住所等とする場合）  | 入寄留簿                                                                            | 第七条登録簿 （警察署）                           |      |
| 戸籍法改正法律（大正3年3月30日法律第26号）、戸籍法施行細則（大正3年10月3日司法省令第7号） 寄留法（大正3年3月30日法律第27号）、寄留手続令（大正3年10月27日勅令第226号）                                                                                                | 戸籍法改正法律（大正3年3月30日法律第26号）、戸籍法施行細則（大正3年10月3日司法省令第7号） 寄留法（大正3年3月30日法律第27号）、寄留手続令（大正3年10月27日勅令第226号）                                         | 戸籍簿                                     | 入寄留簿 （本籍地以外を住所等とする場合）                                           | 出寄留簿 （本籍地以外を住所等とする場合）  | 入寄留簿                                                                            | 第七条登録簿 （警察署）                           |      |
| 1939年 （昭和14年） | 1939年 （昭和14年） | 戸籍簿                                     | 戸籍簿 （本籍地を住所とする場合）                                                   | 出寄留簿 （本籍地以外を住所等とする場合）  | 入寄留簿                                                                            | 外国人居住登録簿 （警察署）                       |      |
| 外国人ノ入国、滞在及退去ニ関スル件（昭和14年3月1日内務省令第6号） （宿泊届其ノ他ノ件（明治32年7月8日内務省令第32号）廃止） | 外国人ノ入国、滞在及退去ニ関スル件（昭和14年3月1日内務省令第6号） （宿泊届其ノ他ノ件（明治32年7月8日内務省令第32号）廃止）                                                                                     | 戸籍簿                                     | 入寄留簿 （本籍地以外を住所等とする場合）                                           | 出寄留簿 （本籍地以外を住所等とする場合）  | 入寄留簿                                                                            | 外国人居住登録簿 （警察署）                       |      |
| （1940年頃） （昭和15年頃） | （1940年頃） （昭和15年頃） |                                            | （世帯台帳） （※食糧配給のために町会等で作成された台帳）                            |                                            |                                                                                     |                                                   |      |
| 1947年 （昭和22年） | 1947年 （昭和22年） | 戸籍簿                                     | 戸籍簿 （本籍地を住所とする場合）                                                   | 出寄留簿 （本籍地以外を住所等とする場合）  | 入寄留簿                                                                            | 外国人居住登録簿 （警察署）                       |      |
| 1947年 （昭和22年） | 1947年 （昭和22年） | 戸籍簿                                     | 入寄留簿 （本籍地以外を住所等とする場合）                                           | 出寄留簿 （本籍地以外を住所等とする場合）  | 入寄留簿                                                                            | 外国人居住登録簿 （警察署）                       |      |
| 日本国憲法の施行に伴う民法の応急的措置に関する法律（昭和22年4月19日法律第74号） | 日本国憲法の施行に伴う民法の応急的措置に関する法律（昭和22年4月19日法律第74号） | 戸籍簿                                     | （世帯台帳）                                                                        | 出寄留簿 （本籍地以外を住所等とする場合）  | 入寄留簿                                                                            | 外国人居住登録簿 （警察署）                       |      |
| 1947年 （昭和22年） | 1947～48年 （昭和22～23年） | 戸籍簿                                     | 戸籍簿 （本籍地を住所とする場合）                                                   | 出寄留簿 （本籍地以外を住所等とする場合）  | 入寄留簿                                                                            | 外国人登録簿                                      |      |
| 1947年 （昭和22年） | 1947～48年 （昭和22～23年） | 戸籍簿                                     | 入寄留簿 （本籍地以外を住所等とする場合）                                           | 出寄留簿 （本籍地以外を住所等とする場合）  | 入寄留簿                                                                            | 外国人登録簿                                      |      |
| 外国人登録令（昭和22年5月2日勅令第207号）、 戸籍法を改正する法律（昭和22年12月22日法律第224号）、民法の一部を改正する法律（昭和22年12月22日法律第222号） （民法の応急的措置法廃止、昭和14年内務省令第6号廃止）                                                        | 外国人登録令（昭和22年5月2日勅令第207号）、 戸籍法を改正する法律（昭和22年12月22日法律第224号）、民法の一部を改正する法律（昭和22年12月22日法律第222号） （民法の応急的措置法廃止、昭和14年内務省令第6号廃止） | 戸籍簿                                     | （世帯台帳）                                                                        | 出寄留簿 （本籍地以外を住所等とする場合）  | 入寄留簿                                                                            | 外国人登録簿                                      |      |
| 1951～52年 （昭和26～27年） | 1952年 （昭和27年） | 戸籍簿                                     | 住民票                                                                              | 戸籍の附票                                 | （外国人登録原票）                                                                  | 外国人登録原票                                    |      |
| 外国人登録法（昭和27年4月28日法律第125号）、 住民登録法（昭和26年6月8日法律第218号）、住民登録法施行法（昭和27年4月28日法律第106号） （外国人登録令廃止、寄留法廃止）                                                                                                 | | 戸籍簿                                     | 住民票                                                                              | 戸籍の附票                                 | （外国人登録原票）                                                                  | 外国人登録原票                                    |      |
| 1967年 （昭和42年） | 1967年 （昭和42年） | 戸籍簿                                     | 住民基本台帳（住民票）                                                              | 戸籍の附票                                 | （外国人登録原票）                                                                  | 外国人登録原票                                    |      |
| 住民基本台帳法（昭和42年7月25日法律第81号） （住民登録法廃止、住民登録法施行法廃止） | | 戸籍簿                                     | 住民基本台帳（住民票）                                                              | 戸籍の附票                                 | （外国人登録原票）                                                                  | 外国人登録原票                                    |      |
| 1986年 （昭和60年） | 1987年 （昭和62年） | 戸籍簿                                     | 住民基本台帳（住民票） （電算化）                                                   | 戸籍の附票                                 | （外国人登録原票）                                                                  | 外国人登録原票                                    |      |
| 住民基本台帳法の一部を改正する法律（昭和60年6月25日法律第76号） | | 戸籍簿                                     | 住民基本台帳（住民票） （電算化）                                                   | 戸籍の附票                                 | （外国人登録原票）                                                                  | 外国人登録原票                                    |      |
| 1994年 （平成6年） | 1994年 （平成6年） | 戸籍簿 （電算化）                          | 住民基本台帳（住民票） （電算化）                                                   | 戸籍の附票 （電算化）                      | （外国人登録原票）                                                                  | 外国人登録原票                                    |      |
| 戸籍法及び住民基本台帳法の一部を改正する法律（平成6年6月29日法律第67号） | | 戸籍簿 （電算化）                          | 住民基本台帳（住民票） （電算化）                                                   | 戸籍の附票 （電算化）                      | （外国人登録原票）                                                                  | 外国人登録原票                                    |      |
| 1999年 （平成11年） | 2002～03年 （平成14～15年） | 戸籍簿 （電算化）                          | 住民基本台帳（住民票） （電算化） （住民基本台帳ネットワークシステム）              | 戸籍の附票 （電算化）                      | （外国人登録原票）                                                                  | 外国人登録原票                                    |      |
| 住民基本台帳法の一部を改正する法律（平成11年8月18日法律第133号） | | 戸籍簿 （電算化）                          | 住民基本台帳（住民票） （電算化） （住民基本台帳ネットワークシステム）              | 戸籍の附票 （電算化）                      | （外国人登録原票）                                                                  | 外国人登録原票                                    |      |
| 2009年 （平成21年） | 2012～13年 （平成24～25年） | 戸籍簿 （電算化）                          | 住民基本台帳（住民票） （電算化） （住民基本台帳ネットワークシステム）              | 戸籍の附票 （電算化）                      | 住民基本台帳（住民票） （電算化） （住民基本台帳ネットワークシステム）              | （在留カード等発行システム） （法務省入国管理局） |      |
| 住民基本台帳法の一部を改正する法律（平成21年7月15日法律第77号）、 出入国管理及び難民認定法及び日本国との平和条約に基づき日本の国籍を離脱した者等の出入国管理に関する特例法の一部を改正する等の法律（平成21年7月15日法律第79号） (外国人登録法廃止）                   | | 戸籍簿 （電算化）                          | 住民基本台帳（住民票） （電算化） （住民基本台帳ネットワークシステム）              | 戸籍の附票 （電算化）                      | 住民基本台帳（住民票） （電算化） （住民基本台帳ネットワークシステム）              | （在留カード等発行システム） （法務省入国管理局） |      |
| 2013年 （平成25年） | 2015～16年 （平成27～28年） | 戸籍簿 （電算化）                          | 住民基本台帳（住民票） （電算化） （住民基本台帳ネットワークシステム） （個人番号） | 戸籍の附票 （電算化）                      | 住民基本台帳（住民票） （電算化） （住民基本台帳ネットワークシステム） （個人番号） | （在留カード等発行システム） (法務省入国管理局）  |      |
| 行政手続における特定の個人を識別するための番号の利用等に関する法律（平成25年5月31日法律第27号）、 行政手続における特定の個人を識別するための番号の利用等に関する法律の施行に伴う関係法律の整備等に関する法律（平成25年5月31日法律第28号）                             | | 戸籍簿 （電算化）                          | 住民基本台帳（住民票） （電算化） （住民基本台帳ネットワークシステム） （個人番号） | 戸籍の附票 （電算化）                      | 住民基本台帳（住民票） （電算化） （住民基本台帳ネットワークシステム） （個人番号） | （在留カード等発行システム） (法務省入国管理局）  |      |
| 2019年 （令和元年） | 2019～24年 （令和元年～6年） | 戸籍簿 （電算化） （戸籍情報連携システム） | 住民基本台帳（住民票） （電算化） （住民基本台帳ネットワークシステム） （個人番号） | 戸籍の附票 （電算化） （附票連携システム） | 住民基本台帳（住民票） （電算化） （住民基本台帳ネットワークシステム） （個人番号） | （在留カード等発行システム） (出入国在留管理庁）  |      |
| 情報通信技術の活用による行政手続等に係る関係者の利便性の向上並びに行政運営の簡素化及び効率化を図るための行政手続等における情報通信の技術の利用に関する法律等の一部を改正する法律（令和元年5月31日法律第16号）、 戸籍法の一部を改正する法律(令和元年5月31日法律第17号) | | 戸籍簿 （電算化） （戸籍情報連携システム） | 住民基本台帳（住民票） （電算化） （住民基本台帳ネットワークシステム） （個人番号） | 戸籍の附票 （電算化） （附票連携システム） | 住民基本台帳（住民票） （電算化） （住民基本台帳ネットワークシステム） （個人番号） | （在留カード等発行システム） (出入国在留管理庁）  |      |

### 戸籍法及び寄留法から住民登録法への移行
1872年（明治5年）施行の戸籍法（明治4年4月4日太政官布告第170号）による戸籍簿の本籍は住所地であり、当時の戸籍簿は身分登録より住民登録の機能を主にしていたとされる。その後、戸籍簿は制度改正を経る毎に身分登録を目的とする公簿としての性質を強くしていくが、戦後に住民登録法による住民票が作成されるまで、本籍地に居住している者は本籍地がその者の法律上の住所とされた。一方、本籍地以外を住所・居所とする場合の寄留についても、同じ太政官布告に規定されており、その届出が義務づけられていた。また、戸籍法取扱手続（明治19年10月16日内務省令第22号）では寄留地で編製される入寄留簿と本籍地で編製される出寄留簿が規定され寄留制度の一定の整備がなされる。その後、産業や交通機関の発展・発達等により住民の本籍地を離れての住所・居所異動が増加したことから、全ての住民の居住地把握を徹底するため、1914年（大正3年）3月31日に戸籍法から分化した寄留法が公布、1915年（大正4年）1月1日に施行され、住民の寄留届の励行を図ろうとされた。しかし、寄留届は住民にとって煩雑な届出の負担が大きく、それに対して得る実益は乏しいことから、徹底されていなかったとされる。また、市区町村等の行政機関としても、寄留届が行われた（もしくは市区町村長が職権により寄留者とした）寄留者のみが登録される寄留簿には住民全部が記録されているわけではなく、また居所寄留簿と住所寄留簿の2種の公簿に別けられていたことから事務は繁雑なものとなり、利用価値が乏しかったとされる。そのような中、1940年（昭和15年）頃から戸籍簿や寄留簿とは別に世帯台帳が調製され、食糧配給制度を実施するうえで使用されることになった。これを市区町村が住民を世帯別に登録し把握するための基礎資料として戦中から終戦後の行政事務の処理に利用するという実情があったとされる。
このような背景のもと、住民の利便向上と行政事務の適正かつ簡便な処理に資するため、1951年（昭和26年）6月8日に住民登録法が公布され、1952年（昭和27年）7月1日、寄留簿と世帯台帳を統合し、戸籍簿の情報の一部を加えて市区町村の全住民を登録する住民票が作製されることになった。ただし、入寄留簿で登録対象であった外国人については、外国人登録簿に登録されることになっていたことから、入寄留簿を継承した住民票であったが、登録対象外とされた。なお、住民登録法には戸籍の附票も規定され、戸籍簿と住民票との情報連携の制度も同時に確立された。

### 住民登録法から住民基本台帳法への移行
住民登録法に基づく住民票については、正確な住所の登録に重きを置いていたが、他の行政事務との連携が不十分であった。そのため、選挙制度や国民健康保険制度などではそれぞれ住民が住民票とは別に住所の届出を行う必要があり、住所や世帯の扱いや解釈が各制度で異なっていたこと、さらに住民は自分の必要とする制度での届出は行うが、そうでない制度については届出を行わないという状況が生じ、同じ住民でも制度によって住所や世帯状況が異なる等の齟齬が生じていた。
このような問題点を解消し、住民の住所や世帯に関する届出を統一して行う制度として1967年（昭和42年）7月25日に住民基本台帳法が公布され、同年11月10日に施行される。これにより、居住関係の公証、選挙人名簿編成、国民健康保険、国民年金、住民税課税、学齢簿編成、印鑑登録等の広く行政事務の住所などの届出が住民基本台帳事務に統一されることになり、住民の住所に関する届出の簡素化と国及び地方公共団体の行政の合理化に資するものとされた。なお、外国人については引き続き外国人登録原票に登録され、この時点でも住民票への登録対象外とされた。また、戸籍の附票も住民票同様に根拠法を住民登録法から住民基本台帳法に移行することになったが、内容や役割に変更のあった住民票とは異なり、住民登録法での戸籍の附票が継続使用されることになった。

### 住民基本台帳（住民票）の電算化（コンピュータ化）
国民のプライバシー保護の関心の高まりと情報化社会の進展を受けて、1985年（昭和60年）6月25日に住民基本台帳法の一部を改正する法律（昭和60年法律第76号）が公布、1986年（昭和61年）6月1日に施行され、住民基本台帳（住民票）に記録された個人情報の適正な管理を図るための改正が行われた。同時に住民票を磁気テープ（後に「戸籍法及び住民基本台帳法の一部を改正する法律（平成6年法律第67号）」により「磁気ディスク」と改正）をもって調製することができるものとされた。

### 住民基本台帳ネットワークシステムの稼働開始
デジタル・ネットワーク社会の急速な進展の中で、住民サービスの向上及び国・地方を通じた行政改革のためには行政の高度情報化の推進が必要不可欠であり、住民基本台帳ネットワークシステム（以下「住基ネット」という。）は、こうした要請に応えるための基礎となる「全国的な本人確認システム」として構築されたものである。2002年（平成14年）8月5日に第1次稼働として住民票コードの住民への通知と住民票の情報から生成される本人確認情報の行政機関への提供が開始されることになった。2003年（平成15年）8月25日には第2次稼働として、住民票の写しの広域交付、住民基本台帳カードの交付、住民基本台帳カード所持者の転出転入手続きの簡素化等が開始されることになった。また、2004年（平成16年）1月29日からは公的個人認証サービス、2015年（平成27年）10月5日からは個人番号（マイナンバー）制度においても根幹を成すネットワークシステムとして運用されることになった。

### 外国人登録原票から住民基本台帳（住民票）への移行
日本に在留する外国人が年々増加していること等を背景に、日本人と同様に、日本国籍を有さない者（無国籍者を含む外国人）に対し基礎的行政サービスを提供する基盤となる制度の必要性が高まり、2009年（平成21年）7月15日に「住民基本台帳法の一部を改正する法律（平成21年法律第77号）」が公布、2012年（平成24年）7月9日に施行された。同日外国人登録法は廃止され、中長期在留者や特別永住者等が、外国人住民として住民基本台帳法の適用を受け住民票に記録されることになった。また、翌年2013年（平成25年）7月8日から外国人住民が住基ネットの適用対象となり本人確認情報等の運用が開始された。

## 住民票の登録対象
日本国籍を有する者（日本人）は住民票の登録対象である。また、日本国籍と外国籍の両方を有するいわゆる重国籍者については「日本国籍を有する者」であることから日本人として登録される。ただし、日本人であっても「戸籍法の適用を受けない者」は登録から除外される。日本国籍を有さない者（無国籍者を含む外国人）は住民基本台帳法第30条の45の表上欄に規定される区分の者（中長期在留者、特別永住者、一時庇護許可者、仮滞在許可者、出生による経過滞在者、国籍喪失による経過滞在者）が登録対象であり、この区分の住民は外国人住民と総称される。この区分以外の外国人は住民票の登録対象外とされる。

| 区分   | 区分 | 公簿への登録            | 公簿への登録      | 公簿への登録          | 戸籍法の適用 （届出の義務） | 備考                                   |
| 区分   | 区分 | 住民基本台帳 （住民票） | 旧外国人登録 原票 | 戸籍簿及び 戸籍の附票 | 戸籍法の適用 （届出の義務） | 備考                                   |
| ------ | --- | ----------------------- | ----------------- | --------------------- | --------------------------- | -------------------------------------- |
| 日本人 | 戸籍法の適用を受けない者（天皇、上皇及び皇族）                                                                   | 対象外                  | 対象外            | 対象外                | 対象外                      | 身分に関する事項は皇統譜に記録される   |
| 日本人 | 日本国籍のみを有する者                                                                                           | 対象                    | 対象外            | 対象                  | 対象                        | [ 54 ]                                 |
| 日本人 | 日本国籍と外国籍の両方を有する者（重国籍者）                                                                     | 対象                    | 対象外            | 対象                  | 対象                        | 日本人として登録される                 |
| 外国人 | 中長期在留者、特別永住者、一時庇護許可者、仮滞在許可者、出生による経過滞在者、国籍喪失による経過滞在者           | 対象                    | 対象              | 対象外                | 対象                        | この区分の住民は外国人住民と総称される |
| 外国人 | ３月以下の在留期間が決定された者、短期滞在の在留資格が決定された者                                               | 対象外                  | 対象              | 対象外                | 対象                        |                                        |
| 外国人 | 外交又は公用の在留資格が決定された者                                                                             | 対象外                  | 対象外            | 対象外                | 対象外                      |                                        |
| 外国人 | 特定活動の在留資格が決定された、日本国内の台湾日本関係協会事務所もしくは駐日パレスチナ総代表部の職員又はその家族 | 対象外                  | 対象              | 対象外                | 対象外                      |                                        |
| 外国人 | 日米地位協定該当者、国連軍地位協定該当者                                                                         | 対象外                  | 対象外            | 対象外                | 対象外                      |                                        |
| 外国人 | 一時庇護許可者以外の特例上陸を許可された者                                                                       | 対象外                  | 対象外            | 対象外                | 対象                        |                                        |
| 外国人 | 在留資格の取消しに伴う出国に必要な期間内の者、出国命令により出国期限を指定されその範囲内の者                     | 対象外                  | 対象              | 対象外                | 対象                        |                                        |
| 外国人 | 上記以外の出入国管理及び難民認定法上の在留資格のない者（不法滞在者等）                                           | 対象外                  | 対象              | 対象外                | 対象                        |                                        |

## 住民票の記載事項

### 日本人に係る記載事項[72]
- 氏名[73]
- 氏名の振り仮名
- 出生の年月日（和暦で表記[74]）
- 男女の別
- 世帯主についてはその旨、世帯主でない者については世帯主の氏名及び世帯主との続柄[75][76]
- 戸籍の表示（本籍及び筆頭者の氏名）。ただし、本籍のない者及び本籍の明らかでない者については、その旨
- 住民となった年月日
- 住所及びその市区町村の区域内において新たに住所を変更した者については、その住所を定めた年月日
- 新たに市区町村の区域内に住所を定めた者については、その住所を定めた旨の届出の年月日（職権で住民票の記載をした者については、その年月日）及び従前の住所
- 個人番号（マイナンバー）
- 選挙人名簿に登録された者については、その旨
- 国民健康保険の被保険者の資格に関する事項[77]
- 後期高齢者医療の被保険者の資格に関する事項[78]
- 介護保険の被保険者の資格に関する事項[79]
- 国民年金の被保険者の資格に関する事項[80]
- 児童手当の支給を受けている者の受給資格に関する事項[81]
- 米穀の配給に関する事項[82]
- 住民票コード
- 政令（住民基本台帳法施行令）で定める事項
  - 住民の福祉の増進に資する事項のうち、市区町村長が住民票に記載することが必要であると認めるもの（国民健康保険被保険者の記号番号等[83]）
  - 住民基本台帳法施行令第7章に規定される旧氏及び旧氏の振り仮名[84]

### 外国人住民に係る記載事項[85][86]
- 氏名（在留カード等[注 4]に記載されているローマ字表記または漢字表記の氏名、その両方が記載されている場合は両方[87])
- 出生の年月日（西暦で表記[74]）
- 男女の別
- 世帯主についてはその旨、世帯主でない者については世帯主の氏名及び世帯主との続柄[75][76]
- 外国人住民となった年月日
- 住所及びその市区町村の区域内において新たに住所を変更した者については、その住所を定めた年月日
- 新たに市区町村の区域内に住所を定めた者については、その住所を定めた旨の届出の年月日（職権で住民票の記載をした者については、その年月日）及び従前の住所
- 個人番号（マイナンバー）
- 国民健康保険の被保険者の資格に関する事項[77]
- 後期高齢者医療の被保険者の資格に関する事項[78]
- 介護保険の被保険者の資格に関する事項[79]
- 国民年金の被保険者の資格に関する事項[80]
- 児童手当の支給を受けている者の受給資格に関する事項[81]
- 米穀の配給に関する事項[82]
- 住民票コード
- 国籍・地域[88][89][90]
- 住民基本台帳法第30条の45の区分（中長期在留者、特別永住者、一時庇護許可者、仮滞在許可者、出生による経過滞在者、国籍喪失による経過滞在者の別）
- 中長期在留者にあっては、在留カードに記載されている在留資格、在留期間及び在留期間の満了の日並びに在留カードの番号
- 特別永住者にあっては、特別永住者証明書に記載されている特別永住者証明書の番号
- 一時庇護許可者にあっては、上陸期間、備考として上陸期間の満了の日[91]
- 仮滞在許可者にあっては、仮滞在期間、備考として仮滞在期間の満了の日[92]
- 経過滞在者にあっては、備考として経過滞在者として在留可能な期間の満了の日[93]
- 政令（住民基本台帳法施行令）で定める事項
  - 住民の福祉の増進に資する事項のうち、市区町村長が住民票に記載することが必要であると認めるもの（国民健康保険被保険者の記号番号等[83]）
  - 住民基本台帳法施行令第8章に規定される通称及びその履歴[94]
- 住民基本台帳事務処理要領[95]で定める事項
  - 非漢字圏の外国人住民[96]について、印鑑登録証明に係る事務処理上必要とする場合には、備考として氏名のカタカナ表記[97]

## 住民票の写し等の交付
- 住民票（住民基本台帳）は、住民の居住関係を公証することを主な目的の一つとした公簿であり[98]、住民票の写し及び住民票記載事項証明書（以下「住民票の写し等」という。）の交付について規定されている[99]。
- 住民票の写し等の交付請求は、該当者の住民登録のある市区町村役場（市区町村によっては支所、出張所等を含む。以下同じ。）で行うことができる[100]。
- 住民票の写し等の交付については、不当な目的であることが明らかなときを除き、従来は誰でも請求することができるとされていたが[101]、国民のプライバシーに関する関心の高まりを受けて、交付に関する規定を全面改正した住民基本台帳法の一部を改正する法律（平成19年6月6日法律第75号）が2008年（平成20年）5月1日に施行された[102]。これ以降は、自己又は自己と同一世帯に属する者による請求、国・地方公共団体の機関による請求、特定事務受任者（弁護士や司法書士など）が職務上必要な場合において行う請求、自己の権利行使や義務履行に必要なときなど住民票の記載事項を確認することにつき正当な理由があるものによる請求の場合に限り交付が認められるようになった[99][103]。
  - 市区町村役場の窓口での住民票の写し等の交付請求に際して、その請求の任に当たっている者は市区町村長に対し個人番号カード（マイナンバーカード）、運転免許証、旅券（パスポート）、健康保険被保険者証の提示等により本人であることを明らかにする必要がある[104]。請求の任に当たっている者が任意代理人である場合は委任状等、法定代理人である場合は親権者もしくは未成年後見人であることが判る戸籍事項証明書、成年後見人であることが判る登記事項証明書等を提示する必要がある。保佐人又は補助人が請求の任に当たっている場合は、保佐人又は補助人であることが判る登記事項証明書とその代理行為目録により、住民票の写し等の受領について代理権を有していることを示す必要がある[105]。
- ドメスティックバイオレンス、ストーカー、児童虐待及びこれらに準ずる暴力の被害者は住民基本台帳事務処理要領に基づき加害者等からの住民票の写し等や戸籍の附票の交付を制限できる[106]。
- 本人等の請求による場合、次の記載事項は特別な請求事由があれば申出することにより住民票の写し等に表記させることができる[107]。
  - 共通の記載事項：世帯主氏名及び世帯主との続柄、個人番号（マイナンバー）、住民票コード等
  - 日本人のみの記載事項：本籍、筆頭者の氏名
  - 外国人住民のみの記載事項：国籍・地域、第30条の45の区分とこの区分に伴う記載事項、通称の履歴
- 自動交付機による住民票の写し等の交付サービスを行っている市区町村もある[108]。
- 住民票の写し等は郵便等でも請求できる[109]。
- 住基ネットの第2次稼働開始により、2003年（平成15年）8月25日から（外国人住民は2013年（平成25年）7月8日から）住民登録地以外の市区町村役場で、請求者本人または同一世帯の者の「住民票の写し」の交付を受けることができるようになった[110][111]。これを「広域交付の住民票の写し」という[112]。表記される記載事項等は次のとおり[113]。
  - 必ず表記される共通の記載事項：氏名、住所、生年月日、男女の別、住所を定めた年月日（記録されている場合のみ）、住民となった年月日及び届出の年月日（記録されている場合のみ）、転入前の住所（記録されている場合のみ）
  - 必ず表記される日本人の記載事項：氏名の振り仮名、旧氏及び旧氏の振り仮名（登録されている場合のみ）
  - 必ず表記される外国人住民の記載事項：氏名の通称（登録されている場合のみ）
  - 請求者が表記を選択できる共通の記載事項：世帯主氏名及び世帯主との続柄、個人番号（マイナンバー）、住民票コード
  - 請求者が表記を選択できる外国人住民の記載事項：国籍・地域、第30条の45の区分とこの区分に伴う記載事項
  - 表記することができない主な記載事項：氏名や続柄の変更及び市区町村内転居等の履歴、日本人の場合は本籍及び筆頭者の氏名、外国人住民の場合は通称の履歴

- 市区町村によっては、コンビニエンスストア等に設置されている マルチコピー機から住民票の写し等の交付するサービスを行っている[114]。交付を受けるときは利用者証明用電子証明書が格納された個人番号カード（マイナンバーカード）と同電子証明書用の暗証番号（4桁の数字）が必要である[115][116]。2010年（平成22年）2月2日、セブン-イレブンの一部店舗において、東京都渋谷区、同三鷹市、千葉県市川市が住民票の写し等の交付サービスを開始したのが最初である[117]。

## 除票簿（除かれた住民票、住民票の除票）

### 除票簿とは
市区町村長は、消除した住民票又は改製する前の住民票（これらを「除かれた住民票」又は「住民票の除票」と呼称する。以下本項では単に「除票」と表記する。）を住民基本台帳から除いて別につづり、除票簿として保存しなければならないとされている。全ての市区町村で磁気ディスクをもって住民票を調製していることから、除票を磁気ディスクへ蓄積することによって除票簿としている。また、除票は、その消除された日又は改製された日から150年間保存することとされている。

### 除票の記載事項
除票には、次の事項を記載することとされている。
- 住民票に記載していた事項[124]
- 住民票を消除した事由等[125]
  - 死亡届または失踪届[126]に基づいて消除された場合にはその旨とその事由の生じた年月日[127]
  - 転出届に基づいて消除された場合には転出先の住所及び転出予定年月日。なお、転出届に基づいて住民票が消除されるのは転出予定日とされる[128]。
  - 転出先の市区町村から転入の通知[129]があったとき又は転出の事実が確認されたときは、転出した旨と転出届の転出先住所と通知の転入先住所が異なる場合は通知の転入先住所[130]
  - 帰化届[131]又は国籍取得届[132]に基づいて外国人住民としての住民票が消除された場合には帰化又は国籍取得した旨とその事由が生じた年月日[133]
  - 国籍喪失届[134]又は国籍喪失報告[135]に基づいて日本人としての住民票が消除された場合には国籍喪失した旨とその事由が生じた年月日[133]
  - 出入国在留管理庁長官からの通知[136]に基づいて外国人住民の住民票が消除された場合には通知の事由及びその事由の生じた年月日等の処理経過を明らかにする事項[137]
  - 住民票が改製された場合は、改製した旨及びその年月日[138]

### 除票の写し等の交付
- 除票の写し又は除票記載事項証明書（以下「除票の写し等」という。）については、その除票を管理する市区町村長に対してのみ交付請求することができる[139]。
- 除票に記載されている者は、自己に係る除票の写し等の交付を請求することができる[140]。
- 国又は地方公共団体の機関は法令で定める事務の遂行のために必要である場合には、除票の写し等（いずれも、個人番号及び住民票コードを省略したもの）を請求することができる[141]。
- 本人以外の者であっても、「自己の権利を行使し、又は自己の義務を履行するために除票の記載事項を確認する必要がある者」、「国又は地方公共団体の機関に提出する必要がある者」、「その他、除票の記載事項を利用する正当な理由がある者」に該当する場合は除票の写し等（いずれも、記載されるのは氏名、出生の年月日、男女の別、住民となつた年月日、住所及び住所を定めた年月日、住所を定めた旨の届出の年月日及び従前の住所、その他政令で定める事項に限られる）を請求することができる[142]。
- 特定事務受任者（弁護士や司法書士など）は職務上必要な場合において除票の写し等を請求することができる[143]。

## 戸籍の附票
住民基本台帳法第3章に規定される公簿。本籍地の市区町村において戸籍の編製と同時に作成され、その戸籍の在籍者の在籍している間の住所等の履歴が記録される。この戸籍の附票を介して住民票のある住所地の市区町村と戸籍のある本籍地の市区町村との間で行われる通知事務によって、戸籍と共通する住民票の記載事項の正確性を担保することを目的としている。また、本籍地の市区町村においても、在籍者の住所を把握できることから戸籍の届出の催告や戸籍訂正の通知等を容易に行える等、戸籍事務の執行にも資することになる。さらに住所の履歴を記録することから、それを公証する公簿としても機能する他、国外転出者向け個人番号カード（マイナンバーカード）交付等事務や在外選挙人名簿・在外投票人名簿等に関する事務にも使用される。

## 住民票に関する届出（住民異動届）等

### 住民異動届等の概要
住所や世帯の変更に伴う住民票に関する届出（以下「住民異動届」という。）等は世帯主が世帯員に代わって届出をすることができ、世帯員が届出をできないときは世帯主が代わりに届出をしなければならない。また、届出は書面で行わなければならず、届出の年月日、届出人の住所、各届出の種類に応じた必要事項を記入し、届出人の署名をしなければならない。市区町村長は届出人に対し運転免許証や健康保険被保険者証の提示等を求め本人確認を行う必要があるとともに、届出人が任意代理人である場合は委任状等、法定代理人である場合は親権者もしくは未成年後見人であることが判る戸籍事項証明書、成年後見人であることが判る登記事項証明書等の提示もしくは提出を求め、代理権の確認を行う必要がある。住民異動届等の種類は次の表のとおり。
| 届出等種類                                               | 届出等原因                                                                                                 | 届出等期間                             | 必要書類等 | 備考 |
| -------------------------------------------------------- | --- | -------------------------------------- | --- | --- |
| 転入届                                                   | 他市区町村からの異動                                                                                       | 転入日から14日以内                     | ・前住所の市区町村で交付された転出証明書 ・本人確認書類（個人番号カード、運転免許証、健康保険被保険者証等） ・代理権を確認できる書類（届出人が代理人の場合） ・続柄を証する文書とその和訳文（転入者が外国人住民であって世帯主が外国人住民となる場合） ・国民健康保険被保険者証、後期高齢者医療被保険者証、介護保険被保険者証、年金手帳など（交付を受けている場合）                                                    | 関連する制度での必要書類等： ・個人番号カード（同カードの券面記載事項変更届、署名用電子証明書の発行申請のため） ・在留カード等（住居地の届出のため） ・印章（印鑑登録や他制度の手続きのため）等 |
| 個人番号カードの交付を受けている者等に関する転入届の特例 | 個人番号カードの交付を受けている者の他市区町村からの異動                                                   | 転入日から14日以内                     | ・個人番号カード（または住民基本台帳カード）及び同カードの住民基本台帳用の数字4桁の暗証番号 ・本人確認書類（個人番号カード、運転免許証、健康保険被保険者証等） ・代理権を確認できる書類（届出人が代理人の場合） ・続柄を証する文書とその和訳文（転入者が外国人住民であって世帯主が外国人住民となる場合） ・国民健康保険被保険者証、後期高齢者医療被保険者証、介護保険被保険者証、年金手帳など（交付を受けている場合） | 関連する制度での必要書類等： ・個人番号カード（同カードの券面記載事項変更届、署名用電子証明書の発行申請のため） ・在留カード等（住居地の届出のため） ・印章（印鑑登録や他制度の手続きのため）等 |
| 日本人の国外からの転入届                                 | 日本人の国外からの異動                                                                                     | 転入日から14日以内                     | ・戸籍事項証明書と戸籍の附票の写し（転入市区町村が本籍地ではない場合） ・旅券（帰国時の証印（スタンプ）のあるもの） ・本人確認書類（転入者本人が届出人の場合は旅券） ・代理権を確認できる書類（届出人が代理人の場合） | 帰国手続き時に顔認証ゲートを利用した場合、自動的には旅券に帰国の証印（スタンプ）が押印されないので注意が必要。帰国時の税関検査前までに出入国在留管理局職員に申し出る必要がある。 受付する市区町村よって必要書類等が異なる場合あり。 関連する制度での必要書類等： ・個人番号カード（同カードの券面記載事項変更届、署名用電子証明書の発行申請のため） ・印章（印鑑登録や他制度の手続きのため）等 |
| 日本人の住所設定                                         | いずれの市区町村の住民票にも記録されていない日本人の住所設定                                               | 住所を設定した日から14日以内           | ・戸籍事項証明書（戸籍謄抄本）と戸籍の附票の写し（転入市区町村が本籍地ではない場合） ・本人確認書類（運転免許証、旅券、年金手帳等） ・代理権を確認できる書類（届出人が代理人の場合） | 受付する市区町村よって必要書類等が異なる場合がある。 多くの市区町村では住所設定に至った経緯等の事情聴取を行う。 関連する制度での必要書類等： ・印章（印鑑登録や他制度の手続きのため）等 |
| 外国人の住所設定                                         | いずれの市区町村の住民票にも記録されていない外国人の住所設定                                               | 住所を設定した日から14日以内           | ・在留カード等 ・本人確認書類（在留カード、旅券等） ・代理権を確認できる書類（届出人が代理人の場合） ・続柄を証する文書とその和訳文（住所を設定した者が外国人住民であって世帯主が外国人住民となる場合） | 受付する市区町村よって必要書類等が異なる場合がある。 多くの市区町村では住所設定に至った経緯等の事情聴取を行う。 この届出の対象となるのは前住所地の住民票に記録されていたときから継続して中長期在留者等である者（再入国許可又はみなし再入国許可を得ている状態での国外からの転入者を除く）に限られる。在留資格を喪失する等して一時的にでも中長期在留者等ではなくなった者や国外から転入した者の届出は後述の「中長期在留者等が住所を定めた場合の転入届の特例」や「住所を有する者が中長期在留者等となつた場合の届出」に該当することになる。 関連する制度での必要書類等： ・在留カード等（住居地の届出のため） ・印章（印鑑登録や他制度の手続きのため）等 |
| 転居届                                                   | 同一市区町村内における住所の異動                                                                           | 転居日から14日以内                     | ・本人確認書類（個人番号カード、運転免許証、健康保険被保険者証等） ・代理権を確認できる書類（届出人が代理人の場合） ・続柄を証する文書とその和訳文（転居者が外国人住民であって世帯主が外国人住民となる場合） ・国民健康保険被保険者証、後期高齢者医療被保険者証、介護保険被保険者証等、年金手帳等（交付を受けている場合）                                                                                             | 関連する制度での必要書類等： ・個人番号カード（同カードの券面記載事項変更届、署名用電子証明書の発行申請のため） ・在留カード等（住居地の届出のため） ・印章（他制度の手続きのため）等 |
| 転出届                                                   | 他市区町村へ異動                                                                                           | 転出する日までにあらかじめ             | ・本人確認書類（個人番号カード、運転免許証、在留カード、健康保険被保険者証等） ・代理権を確認できる書類（届出人が代理人の場合） ・国民健康保険被保険者証、後期高齢者医療被保険者証、介護保険被保険者証等、年金手帳等（交付を受けている場合） | 転出届を行うと転出証明書が交付される。ただし、転出者が個人番号カードまたは住民基本台帳カードを所持している場合、通常、「個人番号カードの交付を受けている者等に関する転入届の特例」による届出を行うことになることから、転出証明書は交付されない。 国内への転出者もしくは一緒に転出する同じ世帯の者が有効な電子証明書の格納された個人番号カード（マイナンバーカード）を所持している場合、マイナポータルを使用してオンラインで転出届を行うことができる。 関連する制度での必要書類等： ・印章（他制度の手続きのため）等 |
| 国外への転出届                                           | 国外への移住（概ね1年以上国外に居住する場合）                                                              | 転出する日までにあらかじめ             | ・本人確認書類（個人番号カード、運転免許証、在留カード、健康保険被保険者証等） ・代理権を確認できる書類（届出人が代理人の場合） ・国民健康保険被保険者証、後期高齢者医療被保険者証、介護保険被保険者証等、年金手帳等（交付を受けている場合） | 関連する制度での必要書類等： ・個人番号カード（同カードの国外での継続利用のため、もしくは返納届のため） ・印章（他制度の手続きのため）等 |
| 世帯変更届                                               | 同一住所内における世帯の分離、世帯の合併、世帯主の変更、世帯員の異動                                       | 変更日から14日以内                     | ・本人確認書類（個人番号カード、運転免許証、健康保険被保険者証等） ・代理権を確認できる書類（届出人が代理人の場合） ・続柄を証する文書とその和訳文（異動者が外国人住民であって世帯主が外国人住民となる場合） ・国民健康保険被保険者証、後期高齢者医療被保険者証、介護保険被保険者証等（交付を受けている場合） | 関連する制度での必要書類等： ・印章（他制度の手続きのため）等 |
| 住民票コードの記載の変更請求                             | 住民票コードの変更を求める場合                                                                             | －                                     | ・本人確認書類（個人番号カード、運転免許証、健康保険被保険者証等） ・所持している場合は個人番号カードまたは住民基本台帳カード（この変更に伴い失効し返納する必要があるため） ・代理権を確認できる書類（変更する対象者が未成年者の場合は戸籍謄本等、成年被後見人の場合は登記事項証明書等） | 住民票コードを変更することに理由は問われない。 変更後の住民票コードは無作為に指定され、請求者が番号を指定することはできない。 この変更請求は原則本人自らが行うこととされている。ただし、未成年者及び成年被後見人に限り本人に代わって法定代理人が請求することができる。 この変更請求後、市区町村から変更後の住民票コードが通知される。 |
| 中長期在留者等が住所を定めた場合の転入届の特例           | 中長期在留者等の主に国外からの異動                                                                         | 転入日から14日以内                     | ・在留カード等 ・本人確認書類（在留カード、旅券等） ・代理権を確認できる書類（届出人が代理人の場合） ・続柄を証する文書とその和訳文（転入者の世帯主が外国人住民となる場合） ・入国時の証印（スタンプ）のある旅券（再入国許可またはみなし再入国許可を得た状態で国外から転入した場合） | 国外からの転入以外でこの届出に該当するのは次のとおり。 ・中長期在留者等で、住民基本台帳（住民票）に記録されていない者が新たに市区町村の区域内に住所を定めた場合 ・日本国籍を有しない者（中長期在留者等を除く）で、住民基本台帳（住民票）に記録されていない者が中長期在留者等となった後に転入した場合 関連する制度での必要書類等： ・在留カード等（住居地の届出のため） ・印章（印鑑登録や他制度の手続きのため） |
| 住所を有する者が中長期在留者等となつた場合の届出         | 住所を有する者が中長期在留者等となった場合                                                                 | 中長期在留者等になった日から14日以内   | ・在留カード等 ・本人確認書類（在留カード、旅券等） ・代理権を確認できる書類（届出人が代理人の場合） ・続柄を証する文書とその和訳文（中長期在留者等となった者の世帯主が外国人住民となる場合） | この届出は、次のような場合が対象となる。 ・入国時に短期滞在の在留資格を許可された者が、その市区町村に居住した後、中長期在留者となる在留資格を許可され、在留カードの交付を受けた場合 ・中長期在留者であった者が在留期間の満了の日までに在留期間の更新申請を行わず、在留資格を喪失した後、在留資格が許可され再び中長期在留者となり、引き続き同じ市区町村に居住している場合 関連する制度での必要書類等： ・在留カード等（住居地の届出のため） ・印章（印鑑登録や他制度の手続きのため） |
| 外国人住民の世帯主との続柄の変更の届出                   | 外国人住民の世帯主と世帯員の外国人住民との続柄が日本国内での戸籍の届出によらずに変更となった場合           | 続柄が変更になった日から14日以内       | ・世帯主との続柄を証する文書とその和訳文 ・本人確認書類（在留カード、旅券等） ・代理権を確認できる書類（届出人が代理人の場合） | 日本の戸籍法に基づく届出（婚姻届、離婚届、養子縁組届、養子離縁届、認知届）等によってその続柄が変更となる場合は市区町村長の職権により住民票の続柄の修正は行われるため、この届出は要しない。 |
| 転出取消の申出                                           | 転出届を取り消すことになった場合                                                                           | 転出を取り消すことになった場合速やかに | ・転出届の際に交付された転出証明書 ・本人確認書類（個人番号カード、運転免許証、在留カード、健康保険被保険者証等） ・代理権を確認できる書類（申出人が代理人の場合） | 転出証明書が交付されない「個人番号カードの交付を受けている者等に関する転入届の特例」を前提とした転出届や「国外への転出届」についても取り消すことは可能 転出取消は、当然に転出届後いずれの市区町村にも転入届等をしていないことが条件となる。 関連する制度での必要書類等： ・印章（他制度の手続きのため）等 |
| 旧氏併記の請求                                           | 氏に変更があつた者（住民票に旧氏が併記されている者を除く）が住民票に旧氏の記載を求める場合                 | －                                     | ・記載を求める旧氏がその者の旧氏であることを証する戸籍謄本等 ・本人確認書類（個人番号カード、運転免許証、健康保険被保険者証等） ・代理権を確認できる書類（請求者が代理人の場合） | 旧氏を初めて併記する場合には、本人の戸籍謄本等に記載されている過去の氏の中から1つを選んで併記することができる。なお、他の市区町村に転入した場合、住民票に併記されている旧氏は引き継がれる。旧氏併記の対象は日本国籍を有する者のみとされている。 関連する制度での必要書類等： ・個人番号カード（同カードの券面記載事項変更届、署名用電子証明書の発行申請のため） ・印章（印鑑登録や他制度の手続きのため）等 |
| 併記されている旧氏の変更請求                             | 氏に変更があった場合に住民票に併記されている旧氏を当該変更の直前に称していた旧氏に変更することを求める場合 | －                                     | ・記載を求める旧氏がその者の旧氏であることを証する戸籍謄本等 ・本人確認書類（個人番号カード、運転免許証、健康保険被保険者証等） ・代理権を確認できる書類（請求者が代理人の場合） | 既に住民票等に併記されている旧氏は、氏が変わった場合でも引き続き併記され続けるが、この請求があれば氏の変更の直前に戸籍に記載されていた氏に変更が可能。 関連する制度での必要書類等： ・個人番号カード（同カードの券面記載事項変更届、署名用電子証明書の発行申請のため） ・印章（印鑑登録や他制度の手続きのため）等 |
| 併記されている旧氏の削除請求                             | 住民票に併記されている旧氏の削除を求める場合                                                               | －                                     | ・本人確認書類（個人番号カード、運転免許証、健康保険被保険者証等） ・代理権を確認できる書類（請求者が代理人の場合） | 必要がなくなった場合などには、旧氏を削除することが可能。ただし、旧氏を削除した場合には、その後、氏が変更したときに限り、削除後に新たに生じた旧氏の中から1つを選んで再び併記することができる。 関連する制度での必要書類等： ・個人番号カード（同カードの券面記載事項変更届、署名用電子証明書の発行申請のため） ・印章（印鑑登録や他制度の手続きのため）等 |
| 外国人住民による通称記載の申出                           | 外国人住民が住民票に通称の記載を求める場合                                                                 | －                                     | ・居住関係の公証のために住民票に通称が記載されることが必要であることを証するに足りる資料 ・本人確認書類（在留カード等、個人番号カード、運転免許証、健康保険被保険者証等） ・代理権を確認できる書類（申出人が代理人の場合） | 必要がなくなった場合などには、通称を削除することが可能。ただし、原則、削除した通称を再び記載すること、削除した後に新たな通称を記載することは認められない。 日本国内から他の市区町村に転入した場合、住民票に記載されている通称と「通称の記載及び削除に関する事項」は引き継がれる。 次の場合、例外的に使用していない状態で通称の記載が認められる。 ・出生により、日本人の親の氏部分、または通称が住民票に記載されている外国人住民の親の通称の氏部分を通称として申し出る場合 ・日系の外国人住民が氏名の日本式氏名部分を通称として申し出る場合 ・婚姻などにより、日本人の配偶者などの氏、または通称が住民票に記載されている外国人住民の配偶者などの通称の氏部分を通称として申し出る場合 関連する制度での必要書類等： ・個人番号カード（同カードの券面記載事項変更届、署名用電子証明書の発行申請のため） ・印章（印鑑登録や他制度の手続きのため）等 |
| 住民票に記載されている通称削除の申出                     | 住民票に記載されている通称の削除を求める場合                                                               | －                                     | ・本人確認書類（在留カード等、個人番号カード、運転免許証、健康保険被保険者証等） ・代理権を確認できる書類（申出人が代理人の場合） | 原則、削除した通称を再び記載すること、削除した後に新たな通称を記載することは認められない。 関連する制度での必要書類等： ・個人番号カード（同カードの券面記載事項変更届、署名用電子証明書の発行申請のため） ・印章（印鑑登録や他制度の手続きのため）等 |

## 住民票コード
住民票コードとは、全国共通の本人確認システムとして稼働する住基ネットにおいて、重複しない数字による照合は迅速かつ確実な本人確認が実現できるとして住民票の記載事項に追加されたものであり、無作為に作成された10桁の数字と1桁の検査数字（チェックディジット）で構成された計11桁の数字である。日本人は2002年（平成14年）8月5日から、外国人住民は2013年（平成25年）7月8日から記載が開始され、対象者あてに住民票コードが通知されている。住民票コードは氏名、住所等の情報とともに後述の本人確認情報として住基ネット上に保有、運用される。住民票コードは厳格な利用制限がされており、民間で住民票コードを利用、記録、収集、要求することは禁止されている。前述のとおり住民票に記録されている者は、市区町村長に対し、自身の住民票コードの記載の変更を請求することができる。個人番号（マイナンバー）は住民票コードから変換して生成すると規定されている。

## 本人確認情報
住民票の情報から生成され住基ネットで保有されている氏名、氏名の振り仮名（日本人のみ）、住所、出生の年月日、男女の別、個人番号（マイナンバー）、住民票コード及びこれらの変更の情報を本人確認情報という。この本人確認情報は、市区町村から都道府県に通知され、都道府県から地方公共団体情報システム機構へ通知される。これらの通知はいずれも住基ネットを使用して行われる。本人確認情報は、地方公共団体情報システム機構から国、都道府県、市区町村の機関等へ提供される他、市区町村は他の市区町村に条例で定めるところにより提供され、住民基本台帳法別表や条例に規定された事務に限定して使用される。また、地方公共団体情報システム機構及び都道府県は保存する本人確認情報を法もしくは条例に規定される事務に使用することができる。住基ネットは、決められた行政機関の中でも操作できる職員が限られており、多要素認証でないとアクセスできない設計で、担当職員以外の職員や外部の者が本人確認情報を使用することはできないようになっている。また、定期的に職員の操作履歴（アクセスログ）は監視されており、不正が発覚した場合は、厳重な処分が行われる。担当職員が個人情報を漏らした場合、通常の守秘義務違反より重い2年以下の懲役または100万円以下の罰金が課せられる。なお、誰でも自己に係る本人確認情報について都道府県知事又は地方公共団体情報システム機構に対し書面により開示請求することができる。

## 住民票に関する主な罰則規定
- 偽りその他不正の手段により住民票の写し、住民票記載事項証明書、除票の写し、除票記載事項証明書等の交付を受けた者は、30万円以下の罰金となる[232]。
- 転入、転居、転出、世帯変更等の住民基本台帳法で定める届出において、虚偽の届出をした者は、他の法令で刑を科すべき場合を除いて5万円以下の過料となる[233]。
- 正当な理由なく転入、転居、世帯変更等の住民基本台帳法で定める届出を異動日から14日以内に行わない場合は5万円以下の過料の対象となる[234]。

## 住民基本台帳（住民票）の処分に対する不服申立等
- 市区町村長が行った、住民票（住民基本台帳）に関する処分に不服があれば、当該市区町村長（政令指定都市の区長の処分に対しては、当該政令指定都市の市長）に対して審査請求を行うことができる[235]。
- 住民基本台帳法旧第32条[236]の廃止により処分取消しの訴えは前述の審査請求の裁決を経ることなく提起できるようになった[237]。

## 住民基本台帳（住民票）制度に係る事件や諸問題等
住民税の課税逃れ
個人の住民税の賦課期日は毎年1月1日であり、通常、住民票の記録上、同日を居住したことになっている地方公共団体で賦課決定される。これを逆用し、国外への転出届を行い同日に日本国内に居住していない記録となっていれば、課税されないことがある。
そのため、国外へ転出したと記録される者の実際の生活の本拠が日本国内にある場合、住所地の地方公共団体から見れば、その者は公共サービスの提供を受けているにもかかわらず住民税を納めないフリーライダーになる。竹中平蔵がこれを実行したとして問題になった。
投票目的の住民異動届
選挙人の資格を公証する選挙人名簿は、住民基本台帳（住民票）を基に作成される。そのため、生活実態のない住所地に住民票を登録することで、本来は投票する資格のない地方選挙等において、応援する立候補者に有権者として投票することが可能となる。公職選挙法は、選挙人名簿に登録する対象を、住民基本台帳に「引き続き3ヶ月以上記録された者」に限定することで、選挙での投票を目的とした駆け込み登録を防いでいる。
しかし、選挙の3ヶ月前までに転出入の届出を行った場合は新住所地で有権者として投票することができるため、日程の決まった統一地方選挙等で完全に排除することはできない。
弁護士等の特定事務受任者による住民票の写し等の不正請求
以前は、住民票の写し等を特定事務受任者（弁護士や司法書士など）が請求する場合には、自分の登録番号（日本弁護士連合会、日本司法書士会連合会その他の職能団体の会員番号）さえ示せば、ほぼ無審査（請求者が住民票に登録されている本人である場合に準じる形）で交付されていたため、専用申請書を用いた不正請求が後を絶たないとの指摘があった。対策として住民基本台帳法が改正され、2008年（平成20年）5月1日からは、特定事務受任者が職務上請求をする場合は、請求理由を明示することが義務付けられた。
同じ世帯の外国籍の親族等が住民票に記載されない問題
日本人と外国人が国際結婚や養子縁組をした場合、戸籍の婚姻事項や養子縁組事項等に外国籍（日本国籍との多重国籍を除く）の配偶者や養子等の氏名、生年月日、国籍等が記載されるが、同じ世帯であっても住民票には外国人が登録されず、住民票の写し等のみでは世帯状況を把握できない、という課題が以前に指摘されていた。2012年（平成24年）7月9日から外国人住民（中長期在留者や特別永住者等）は住民票に登録されることになり、同じ世帯である場合、日本人と外国人住民であっても住民票の写し等で世帯構成等を証明できることになった。
実際の住所や居所と住民票の住所が異なる問題
単身赴任や長期出張、遠隔地就学、長期入院、介護施設や老人ホーム等の施設入所など、住民票上の住所と異なる場所に実質的に居住しているにもかかわらず、敢えて住民異動届を行わない、または居住している施設等の管理者が同所への住民登録を認めていない、もしくは異動者が住民異動届の必要性を認識していない場合や同届出を失念していた場合等において、実際の住所や居所と住民票に記録されている住所が異なっていることが少なくないとされる。
登録された住所の「生活の本拠」としての実体の有無
住民票に登録する住所に関して、社会通念上の生活の本拠として実体を具備しているがどうかが問題となる場合がある。市区町村は住民基本台帳法第34条及び各市区町村で定める住民実態調査に関する要綱や要領等に基づく調査の結果、住民票上の住所に調査対象の住民の居住実態のないことが判明した場合、住民票を職権により消除することがある。報道などで「住所不定」とされるのはこのように住民票が消除される等して、現に住民票の登録のない状態のことを指すとされる。
長野県知事住民票二重登録問題
2003年9月、元長野県知事の田中康夫は「好きなまちだから住民税を払いたい」として、村長からの借間がある下伊那郡泰阜村へ住民登録を移動したが、移動前に住民登録があった長野市が移動を認めず、二つの地方自治体で住民登録されてしまった。このため、第20回参議院議員通常選挙の際に、両方の自治体で投票のお知らせが交付されるという異例の事態になった。
住民基本台帳法では、住所について市区町村長の意見が異なる場合について都道府県知事が決定すると定めているが、県知事本人の問題の場合はその決定の公平性に疑問が残るため、知事は第三者機関である審査委員会を設置し「泰阜村が住所である」と結論付けた。結局長野市が納得せず、是非については裁判になった。最終的には2004年（平成16年）11月18日、最高裁判所第一小法廷が田中知事側の上告を棄却したことにより、田中知事の泰阜村の住所を認めないことが確定した。
市区町村による特定の宗教信者住民登録拒否事件
平成10年代、アレフ（現Aleph、旧オウム真理教）などの特定の宗教団体の信者に対して、現にその市区町村に居住しているにもかかわらず、市区町村が転入届を不受理処分または受理したが調製した住民票を消除処分とする事例が相次いだ。これらは行政裁判で争われた結果、全ての市区町村が敗訴となる判決となり、当該信者の転入届不受理処分等は取消されることとなった。
最高裁判所は「法定の届出事項に係る事由以外の事由を理由として、転入届を受理しないことは許されず、住民票を作成しなければならない」として、たとえ「地域の秩序が破壊され、住民の生命や身体の安全が害される危険性が高度に認められるような特別の事情」があったとしても、転入届の不受理処分等はできないとした。
立川市長による自衛隊員住民登録拒否事件
大阪市西成区あいりん地区住民登録抹消問題
公園を住所とした転居届の不受理処分問題
大阪市北区の公園を住所とする転居届を受理しなかった区の処分を違法として、ホームレスの男性が提訴し争っていたが、2008年（平成20年）10月3日最高裁判所第二小法廷は、「都市公園法に違反して、不法に設置されたキャンプ用テントを起居の場所とし、公園施設である水道施設等を利用して生活していた事実関係の下においては、社会通念上、テントの所在地が客観的に生活の本拠としての実体を具備しているものと見ることはできない」として、この男性の上告を棄却した。
ネットカフェの所在地を住所とした住民票の作成
埼玉県蕨市のネットカフェCYBER@CAFEは、利用者向けのサービスとして、30日以上の継続利用契約をした場合に限り、同ネットカフェの所在地を住所とした住民票への登録を認めている。蕨市は、ある男性の住民異動届を受理した後で住所が同ネットカフェであると知り、店と協議。本人の定住意思や店側の退去報告などを条件に、住民票の登録を認めている。なお、2020年（令和２年）６月17 日付けの総務省から各都道府県市区町村担当部長あて通知により「緊急的な一時宿泊場所などであっても、当該宿泊場所などの管理者の同意があり、生活の本拠たる住所として市区町村長が認定することが適当であると判断したときは、住民票を作成すること」とされており、ネットカフェ等の所在地を住所とした住民票の作成は一定の条件付きで認められている。